# Ipopituitarismo
Per ipopituitarismo, in medicina, si intende la diminuzione (ipo) di secrezione di uno o più degli otto ormoni normalmente prodotti dalla ghiandola pituitaria (chiamata anche ipofisi) che si trova nella base del cervello. Se vi è una diminuzione della secrezione di ormoni ipofisari, viene spesso adottato il termine panipopituitarismo.
I segni e sintomi di ipopituitarismo variano a seconda degli ormoni di cui si ha deficit di produzione e dalla causa sottostante della anormalità. La diagnosi di ipopituitarismo viene fatta grazie agli esami del sangue, ma indagini di imaging biomedico si rendono spesso necessari per rilevare la causa di fondo, come ad esempio un tumore della ghiandola pituitaria, e per determinare il trattamento ideale. La maggior parte degli ormoni controllati dall'ipofisi possono essere sostituiti da compresse o iniezioni. L'ipopituitarismo è una malattia rara, ma può essere significativamente sottodiagnosticata nelle persone con precedenti lesioni cerebrali traumatiche. La prima descrizione della condizione è stata fatta nel 1914 dal medico tedesco Morris Simmonds.

## Storia

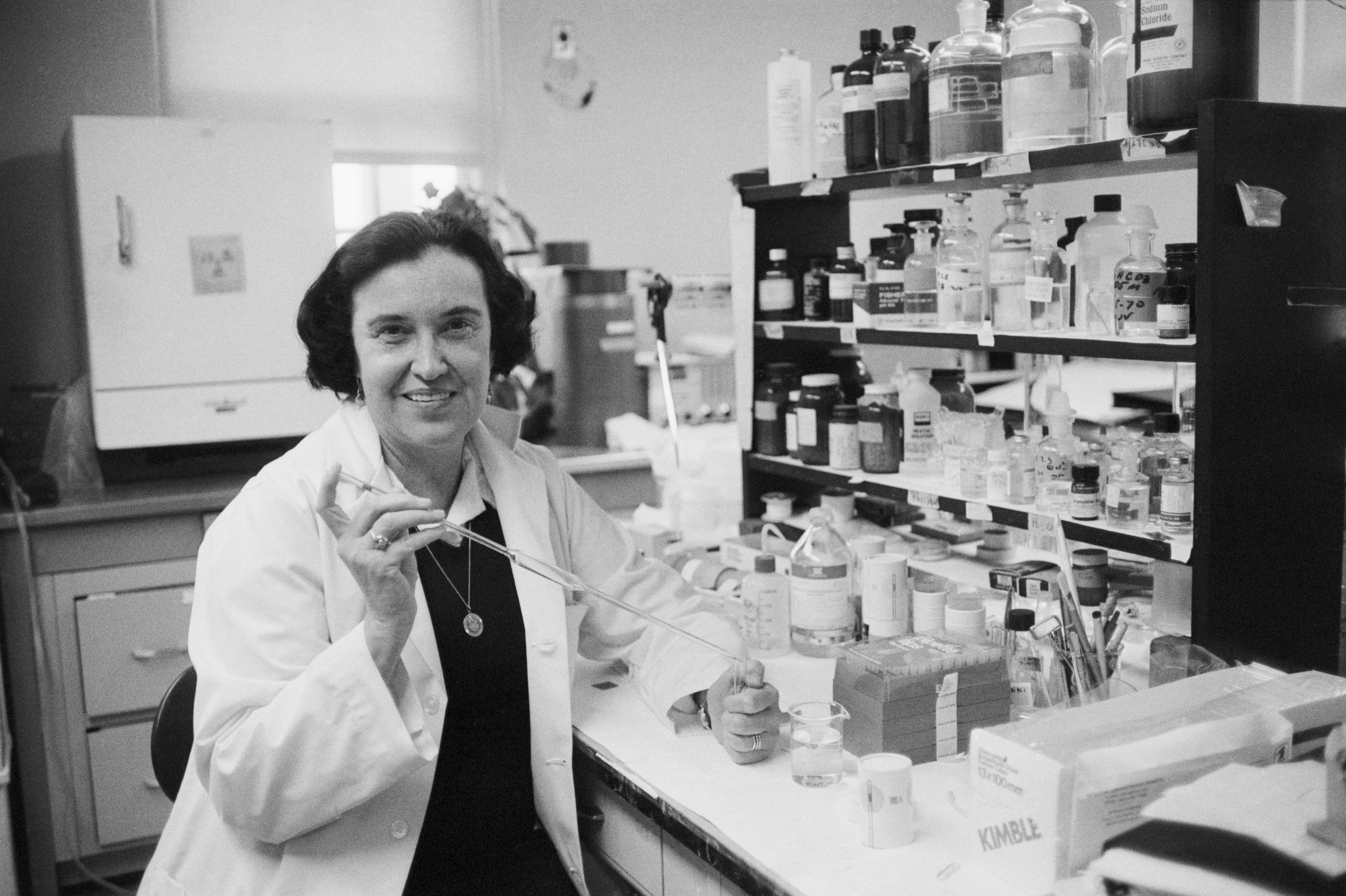
Rosalyn Yalow, insieme a Solomon Berson sviluppò il metodo del dosaggio radioimmunologico.

L'ipofisi era nota agli antichi, come per Galeno, e diverse teorie erano state proposte circa il suo ruolo nell'organismo. Tuttavia importanti scoperte utili per capire la sua reale funzione non furono fatte fino alla fine del XIX secolo, quando l'acromegalia fu descritta come risultato di tumori ipofisari. La prima descrizione nota di ipopituitarismo è stata fatta dal medico patologo tedesco Morris Simmonds. Egli descrisse la condizione in seguito all'autopsia di una donna di 46 anni che aveva accusato una grave febbre puerperale undici anni prima e successivamente amenorrea, debolezza, segni di rapido invecchiamento e anemia. La ghiandola pituitaria appariva molto piccola e in particolare vi era poca sostanza nella parte anteriore e posteriore. L'eponimo di "sindrome di Simmonds" viene raramente utilizzato per riferirsi all'ipopituitarismo acquisito, soprattutto quando la cachessia (un quadro generale di cattiva salute generale e malnutrizione) predomina. La maggior parte delle classiche cause di ipopituitarismo sono state descritte nel XX secolo. Nei primi anni del secolo si è iniziato ad attribuire a questa condizione precedenti casi di vittime di lesioni della testa.
Fino al 1950, la diagnosi di malattia ipofisaria veniva formulata esclusivamente sulla base delle caratteristiche cliniche e dall'esame visivo del corpo e talvolta con l'ausilio della pneumoencefalografia e della tomografia a raggi X. Nondimeno, il settore della chirurgia ipofisaria si sviluppò durante questo periodo. Il fondamentale progresso nella diagnosi, è arrivato grazie alla scoperta del metodo del dosaggio radioimmunologico sviluppato da Rosalyn Yalow e Solomon Berson alla fine del 1950. Ciò ha permesso la misurazione diretta degli ormoni ipofisari che, per via della loro bassa concentrazione nel sangue, era difficile da misurare. I test di stimolazione sono stati sviluppati nel 1960 e nel 1973. L'imaging dell'ipofisi, e quindi la capacità di identificare eventuali tumori e altre cause strutturali, è migliorato decisamente grazie all'introduzione della tomografia computerizzata alla fine del 1970 e della risonanza magnetica nel 1980.

## Epidemiologia
Vi è un solo studio che ha determinato la prevalenza (numero totale di casi in una popolazione) e l'incidenza (numero annuo di nuovi casi) di ipopituitarismo. Questo studio è stato condotto nel nord della Spagna e ha fatto ricorso ai registri ospedalieri di una ben definita popolazione. Lo studio ha mostrato che a 45,5 persone su 100 000 era stato diagnosticato l'ipopituitarismo, con 4,2 nuovi casi per anno. Il 61% di questi erano dovute a tumori della ghiandola pituitaria, il 9% ad altri tipi di lesioni e il 19% per altre cause ancora. Nell'11% dei casi non è stato possibile identificare nessuna causa.
Recenti studi hanno dimostrato che le persone con una precedente lesione traumatica cerebrale, con una spontanea emorragia subaracnoidea (un tipo di ictus) o che hanno eseguito la radioterapia alla testa, presentano un rischio maggiore di ipopituitarismo. Dopo un trauma cranico, un quarto degli individui presenta una persistente carenza di ormoni ipofisari. Molte di queste persone possono avere sintomi lievi o non specifici che non sono collegati a patologie a carico dell'ipofisi, ma attribuibili alla loro precedente condizione. È quindi possibile che molti casi di ipopituitarismo non vengano diagnosticati e che l'incidenza annuale possa salire al 31 per 100 000 individui ogni anno, se le persone appartenenti a questi gruppi a rischio fossero esaminate.

## Segni e sintomi
Gli ormoni dell'ipofisi svolgono diverse azioni sull'organismo ed i sintomi dell'ipopituitarismo dipendono pertanto da quale ormone è carente. I sintomi possono essere flebili e spesso inizialmente vengono attribuiti ad altre cause. Nella maggior parte dei casi, vi è la carenza di tre o più ormoni. Il problema più comune è l'insufficienza dell'ormone follicolo-stimolante (FSH) e/o dell'ormone luteinizzante (LH) che comporta anomalie degli ormoni sessuali. Il deficit di ormone della crescita è più comune nelle persone con un tumore sottostante, rispetto a quelli che presentano altre cause.
A volte, vi sono altri sintomi che derivano dalla causa sottostante. Per esempio, se l'ipopituitarismo è dovuto ad una crescita di un tumore producente l'ormone, ci possono essere sintomi di acromegalia (ingrossamento delle mani e dei piedi, tratti del viso grossolani) e se il tumore si estende al nervo ottico o al chiasma ottico vi possono essere difetti del campo visivo. Un mal di testa può anche accompagnare i tumori ipofisari, così come l'apoplessia pituitaria (infarto o emorragia di un tumore ipofisario) e l'ipofisite linfocitaria (infiammazione autoimmune dell'ipofisi). L'apoplessia, oltre al mal di testa improvviso e al rapido peggioramento della capacità visiva, può anche essere associata con diplopia (visione doppia), risultante dalla compressione dei nervi del seno cavernoso adiacente che controllano i muscoli oculari.
L'insufficienza ipofisaria porta a molti cambiamenti riscontrabile nella pelle, nei capelli e nelle unghie, a causa della mancanza dell'azione dell'ormone ipofisario in questi siti.

### Ipofisi anteriore

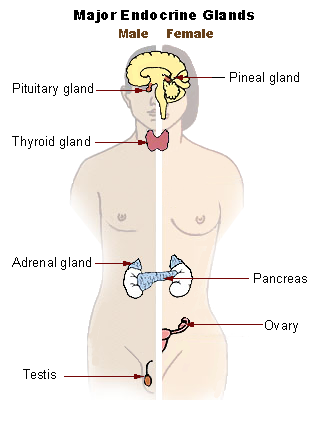
Le principali ghiandole endocrine del corpo umano. Gli ormoni ipofisari controllano la funzionalità della ghiandola surrenale, della tiroide e delle gonadi (testicoli e ovaie).

La carenza di tutti gli ormoni prodotti dall'ipofisi anteriore è più comune rispetto ad un deficit di un solo ormone.
Il deficit dell'ormone luteinizzante (LH) e dell'ormone follicolo-stimolante (FSH), insieme denominati gonadotropine, porta a sintomi diversi negli uomini e nelle donne. Le donne manifestano oligomenorrea o amenorrea (rispettivamente infrequenti o assenti periodi mestruali) e la sterilità. Gli uomini perdono i peli sulla faccia, sullo scroto e sul tronco così come vanno incontro ad una diminuzione della massa muscolare e ad anemia. Entrambi i sessi possono sperimentare una diminuzione della libido e una perdita della funzionalità sessuale e un aumentato rischio di osteoporosi (fragilità delle ossa). La mancanza di LH/FSH nei bambini è associata a ritardo della pubertà.
Il deficit dell'ormone della crescita (GH) porta ad una diminuzione della massa muscolare, obesità centrale (aumento del grasso corporeo intorno alla vita) e compromissione dell'attenzione e della memoria. I bambini sperimentano un ritardo nella crescita e statura bassa.
La carenza dell'ormone adrenocorticotropo (ACTH) porta a insufficienza surrenalica, ovvero la mancanza di produzione da parte della ghiandola surrenale di glucocorticoidi come il cortisolo. Se il problema è cronico, i sintomi comprendono stanchezza, perdita di peso, ritardo di crescita (nei bambini), pubertà ritardata (negli adolescenti), ipoglicemia (bassi livelli di zucchero nel sangue), anemia e iponatriemia (bassi livelli di sodio). Se l'esordio è improvviso, possono verificarsi collassi, shock e vomito, Il deficit di ACTH è molto simile alla malattia di primaria Addison, che è caratterizzata da carenza di cortisolo come risultato di un danno diretto alle ghiandole surrenali. Quest'ultima forma, tuttavia, spesso porta ad iperpigmentazione della cute, caratteristica che non verifica nel deficit di ACTH.
Il deficit dell'ormone tireostimolante (TSH) porta a ipotiroidismo (carenza di produzione di tiroxina (T4) e triiodotironina (T3) nella tiroide). Sintomi tipici sono la stanchezza, l'intolleranza al freddo, stipsi, aumento di peso, perdita di capelli e rallentato del pensiero, così come un ritmo cardiaco rallentato e bassa pressione sanguigna. Nei bambini, l'ipotiroidismo porta ad una crescita ritardata e in forme innate estreme ad una sindrome chiamata cretinismo.
La prolattina (PRL) gioca un ruolo importante sulla mammella e livelli particolarmente bassi possono portare all'incapacità di allattare.

### Ipofisi posteriore
Un deficit dell'ormone antidiuretico (ADH) può portare allo sviluppo di diabete insipido (una condizione estranea al diabete mellito), ovvero una incapacità di concentrare l'urina e che porta a poliuria (produzione di grandi quantità di urina chiara), disidratazione e per compensazione a sete estrema e ad una costante necessità di bere (polidipsia), nonché a ipernatremia (livelli elevati di sodio nel sangue).

## Eziologia
| Tipo                                     | Cause |        |
| ---------------------------------------- | --- | ------ |
| Tumori                                   | I casi più comuni di ipopituitarismo derivante dalla presenza di un tumore sono dovuti a adenomi ipofisari che comprimono il tessuto normale nella ghiandola e raramente da altri tumori cerebrali presenti fuori della ghiandola, come il craniofaringioma, il meningioma, il cordoma, l'ependimoma, il glioma o metastasi di tumori presenti in altre parti del corpo. |        |
| Infezioni, infiammazioni e infiltrazioni | L'ipofisi può essere influenzato anche da infezioni del cervello (ascesso cerebrale, meningite, encefalite) o della ghiandola stessa o può essere infiltrato da cellule anomale (neurosarcoidosi, istiocitosi) o un quantitativo di ferro eccessivo (emocromatosi). La sindrome della sella vuota è l'inspiegabile scomparsa del tessuto ipofisario, probabilmente a causa di pressioni esterne. L'ipofisite autoimmune (o linfocitica) si verifica quando il sistema immunitario attacca direttamente l'ipofisi. Cisti della tasca di Rathke (tasca dello stomodeo da cui origina l'adenoipofisi), che risultano essere rivestite da un epitelio cilindrico ciliato con sporadiche cellule caliciformi, possono espandersi in seguito all'accumulo di fluido proteinaceo compromettendo l'ipofisi normale. |        |
| Vascolari                                | Come la gravidanza arriva al termine, la ghiandola pituitaria di una donna incinta diventa vulnerabile alla pressione bassa come ad esempio può derivare da emorragie. Danni all'ipofisi causati da emorragia post partum vengono indicati come sindrome di Sheehan detta anche necrosi ipofisaria anteriore post-partum. Durante la gravidanza l'ipofisi anteriore aumenta le sue dimensioni fino al doppio del normale, a questa espansione fisiologica non segue però un aumento dell'apporto ematico da parte del sistema venoso portale a bassa pressione; ne consegue una anossia relativa della ghiandola. Ulteriori diminuzioni di pressione, ad esempio per emorragia post-partum o quadri di shock possono causare un infarto del lobo anteriore. L'ipofisi posteriore, irrorata direttamente da vasi arteriosi è molto meno sensibile all'insulto ischemico. La necrosi ipofisaria può verificarsi anche in caso di coagulazione intravascolare disseminata, la drepanocitosi, l'ipertensione endocranica, traumi. Qualunque sia la causa, l'area ischemica viene in seguito sostituita da tessuto fibroso adeso alla parete di una sella vuota. L'apoplessia pituitaria è caratterizzata da emorragia o infarto (mancato afflusso di sangue) alla ghiandola pituitaria. Altre forme di ictus sono sempre più attribuite come causa di ipopituitarismo. |        |
| Radiazioni                               | L'ipopituitarismo indotto da radiazioni colpisce soprattutto l'ormone della crescita e gli ormone sessuale. Al contrario, la carenza dell'ormone adrenocorticotropo (ACTH) e l'ormone tireostimolante (TSH) è meno comune tra le persone con ipopituitarismo indotto da radiazioni. I cambiamenti nella secrezione della prolattina sono generalmente lievi e la carenza della vasopressina sembra essere molto rara come conseguenza delle radiazione. |        |
| Altre cause fisiche                      | Cause fisiche esterne che possono portare a ipopituitarismo comprendono: lesione traumatica cerebrale, emorragia subaracnoidea, intervento neurochirurgia e radiazioni ionizzanti (per esempio nel caso di radioterapia per un precedente tumore al cervello). Inoltre anche il morso di serpenti velenosi come ad esempio quello del Daboia russelii. |        |
| Congenite                                | L'ipopituarismo congenito (presente alla nascita) può essere il risultato di complicanze del parto, oppure può essere il risultato di uno sviluppo insufficiente (ipoplasia) della ghiandola a volte nel contesto di specifiche anomalie genetiche. Le mutazioni possono causare sia insufficiente sviluppo della ghiandola o una funzionalità ridotta. Forme di deficit combinato degli ormoni ipofisari ("CPHD") sono: \| Tipo \| OMIM \| Gene \| \| ------------------------------ \| ------ \| ------ \| \| CPHD1 \| 613038 \| POU1F1 \| \| CPHD2 \| 262600 \| PROP1 \| \| CPHD3 \| 600577 \| LHX3 \| \| CPHD4 \| 602146 \| LHX4 \| \| CPHD5 (Sindrome di de Morsier) \| 182230 \| HESX1 \| La sindrome di Kallmann causa carenza delle sole gonadotropine. La sindrome di Bardet-Biedl e la sindrome di Prader-Willi sono state associate con carenze di ormoni ipofisari. |        |
| Tipo                                     | OMIM | Gene   |
| CPHD1                                    | 613038 | POU1F1 |
| CPHD2                                    | 262600 | PROP1  |
| CPHD3                                    | 600577 | LHX3   |
| CPHD4                                    | 602146 | LHX4   |
| CPHD5 (Sindrome di de Morsier)           | 182230 | HESX1  |

## Fisiopatologia
La ghiandola pituitaria (o ipofisi) si trova alla base del cervello, ed è intimamente connessa con l'ipotalamo. Si compone di due lobi: la pituitaria posteriore, che è costituita da tessuto nervoso ramificazione dell'ipotalamo e dall'ipofisi anteriore, che consiste in epitelio produttore di ormone. L'ipofisi posteriore secerne l'ormone antidiuretico, che regola l'osmolarità del sangue e l'ossitocina, che provoca contrazioni dell'utero durante il parto e influisce sulla mammella.
L'ipofisi si sviluppa nella terza settimana di embriogenesi da interazioni fra il diencefalo del cervello e la cavità nasale. Le cellule del cervello secernono FGF-8, Wnt5a e BMP-4, mentre la cavità orale BMP-2. Insieme, questi segnali cellulari stimolano un gruppo di cellule dalla cavità orale per formare la tasca di Rathke che diventa indipendente della cavità nasale e si sviluppa in ghiandola ipofisaria anteriore. Questo processo include la soppressione della produzione di una proteina chiamata Sonic hedgehog dalle cellule della tasca di Rathke. Le cellule poi si differenziano ulteriormente nelle varie cellule che producono gli ormoni ipofisari. Ciò richiede particolari fattori di trascrizione che inducono l'espressione di geni particolari.
Alcuni di questi fattori di trascrizione sono stati trovati per essere carenti in alcune rare forme di deficit di ormoni ipofisari combinati (CPHD) dell'infanzia. Questi sono HESX1, PROP1, POU1F1, LHX3, LHX4, TBX19, SOX2 e SOX3. Ciascun fattore di trascrizione agisce in particolare sui gruppi di cellule. Pertanto, varie mutazioni genetiche sono associate a carenze ormonali. Ad esempio, la mutazione del POU1F1 (nota anche come Pit-1) causa nello specifico carenza dell'ormone della crescita, della prolattina e del TSH. Oltre all'ipofisi, alcuni fattori di trascrizione sono necessari per lo sviluppo di altri organi. Alcune di queste mutazioni sono pertanto associate anche a malformazioni specifiche.
La maggior parte degli ormoni dell'ipofisi anteriore fanno ciascuno parte dell'asse regolata dall'ipotalamo. L'ipotalamo secerne una serie di ormoni che vengono rilasciati, spesso secondo il ritmo circadiano, nei vasi sanguigni per arrivare all'ipofisi anteriore: il sistema portale ipofisario. La maggior parte di questi sono stimolatori (ormone di rilascio della tireotropina, ormone di rilascio della corticotropina, ormone di rilascio delle gonadotropine, ormone di rilascio della somatotropina) a parte la dopamina che sopprime la produzione di prolattina. In risposta al livello dell'ormone di rilascio, l'ipofisi anteriore produce i suoi ormoni (TSH, ACTH, LH, FSH, GH) che a loro volta stimolano le ghiandole ormonali effettrici nel corpo, mentre prolattina (PRL) agisce direttamente sulla ghiandola mammaria. Una volta che le ghiandole producono ormoni effettori sufficienti (tiroxina, cortisolo, estradiolo e testosterone e IGF-1), sia l'ipotalamo che le cellule ipofisarie rilevano l'abbondanza e quindi riducono la loro secrezione.
A meno che la presenza di un eventuale tumore ipofisario porti alla sovrapproduzione di un ormone in particolare, i sintomi finora descritti riguardano la mancanza degli ormoni. Livelli elevati di un ormone è indice di un tumore secernente. L'eccezione a questa regola è la prolattina: se un tumore comprime il peduncolo ipofisario, un afflusso di sangue ridotto viene inteso come che le cellule lactotrope, che producono prolattina, non ricevano la dopamina e quindi producano un eccesso di prolattina. Quindi, il lieve innalzamento di prolattina è attribuibile alla compressione del peduncolo, livelli molto alti di prolattina, tuttavia, sono indicativi della presenza di un prolattinoma (un tumore secernente prolattina).

## Diagnosi

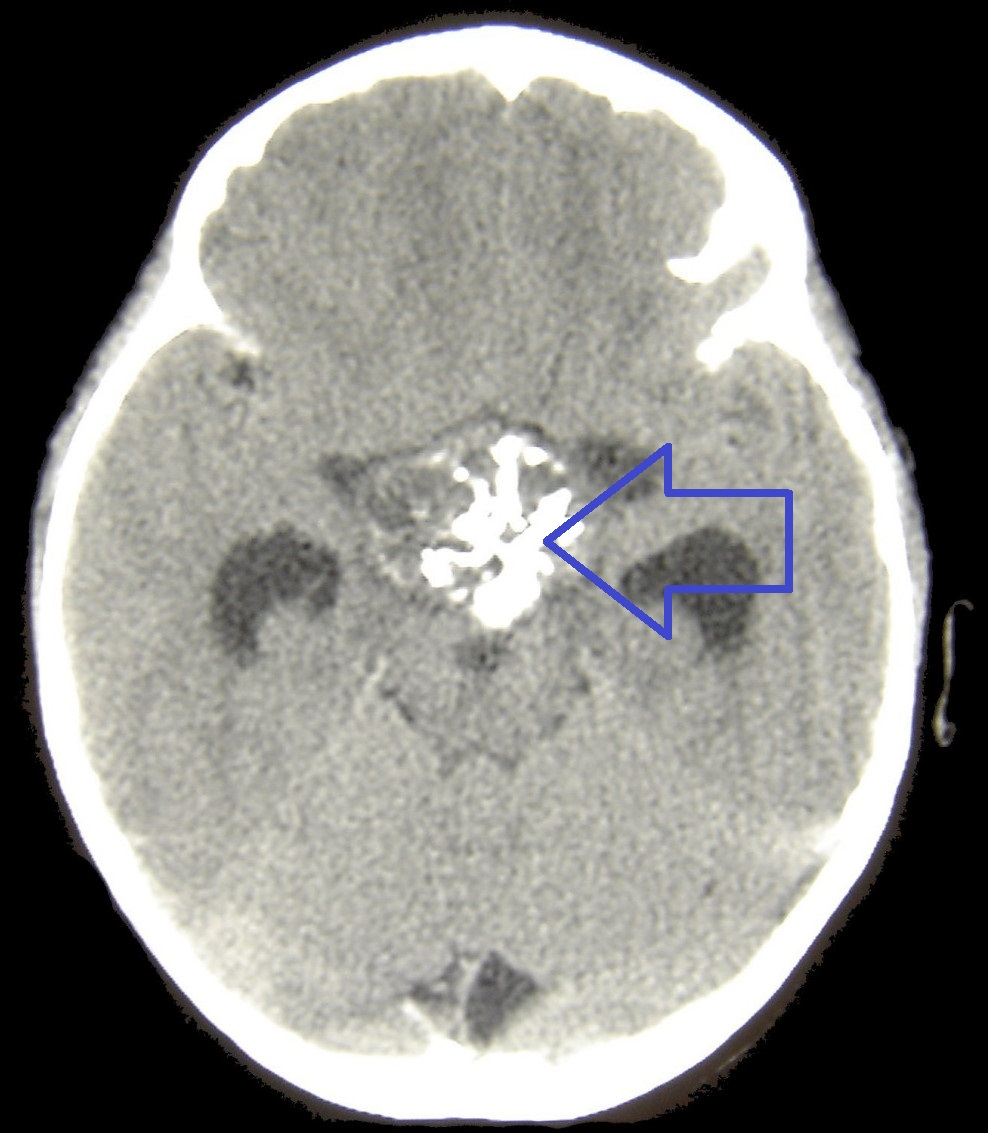
Tomografia computerizzata del cervello che mostra un craniofaringioma (la struttura bianca al centro dell'immagine). Questo tumore può causare ipopituitarismo e richiede la resezione chirurgica.

La diagnosi di ipopituitarismo viene formulata in base agli esami del sangue. Due tipi di analisi del sangue vengono utilizzate per confermare la presenza di un deficit dell'ormone: livelli basali, dove i prelievi ematici - solitamente effettuati al mattino - sono eseguiti senza alcuna forma di stimolazione e prove dinamiche, in cui il sangue viene analizzato dopo l'iniezione di una sostanza stimolante. La misurazione di ACTH e dell'ormone della crescita di solito richiede una prova dinamica, mentre gli altri ormoni (LH/FSH, prolattina, TSH) possono tipicamente essere determinati con l'esame dei livelli basali. Non vi è alcuna prova diretta adeguata per l'analisi dell'ADH, tuttavia la carenza di ADH può essere confermata indirettamente. I livelli di ossitocina non vengono misurati di routine.
Generalmente, quando si trova una combinazione di un basso valore di un ormone ipofisario insieme a un valore basso dall'ormone della ghiandola endocrina, ci si trova in un caso indicativo di ipopituitarismo. Occasionalmente, il livello di ormone ipofisario può essere anche normale ma l'ormone della ghiandola endocrina può apparire diminuito. In questo caso, l'ipofisi non risponde adeguatamente ai cambiamenti dell'ormone rilasciato dalla ghiandola effettrice e la combinazione dei risultati è ancora suggestiva di ipopituitarismo.

### Test basali
I livelli di LH/FSH possono essere mascherati da un livello elevato di prolattina e quindi non sono attendibili a meno che i livelli di quest'ultima non siano bassi o normali. Negli uomini, la combinazione di bassi livelli di LH e FSH in combinazione con un basso livello di testosterone conferma la carenza di LH/FSH, mentre un elevato livello di testosterone indicherebbe un problema in un'altra parte dell'organismo (ad esempio, un tumore testosterone secernente). Nelle donne, la diagnosi di deficit di LH/FSH dipende dal fatto che essa sia in menopausa o meno. Prima della menopausa, cicli mestruali anormali insieme a livelli bassi di estradiolo e LH/FSH confermano un problema ipofisario; dopo la menopausa (quando LH/FSH sono normalmente elevati e le ovaie producono meno estradiolo) un valore inappropriatamente basso di LH/FSH è sufficiente per identificare il problema. Sono possibili test di stimolazione con GnRH, ma il loro uso non è incoraggiato.
Per il TSH, le misurazioni basali sono in genere sufficienti, così come le misure della tiroxina. Un test di stimolazione con l'ormone di rilascio della tireotropina (TRH) non è considerato utile. La prolattina può essere misurata a livello basale ed è necessaria per l'interpretazione dei livelli di LH e FSH per la conferma di ipopituitarismo o per una diagnosi di un tumore secernente prolattina.

### Test di stimolazione
Se tutti i test ipofisari sono anormali e i livelli di fattore di crescita insulino-simile 1 (IGF-1) appaiono diminuiti, è quasi certo un deficit dell'ormone della crescita. Se questo non è il caso l'IGF-1 è scarsamente predittivo del deficit di GH e quindi è consigliabile un test di stimolazione per mezzo del test di tolleranza insulinica. Questa procedura diagnostica viene eseguita mediante somministrazione di insulina al fine di abbassare la glicemia a un livello inferiore a 2,2 mmol/l. Quando questo avviene, i livelli dell'ormone della crescita vengono misurati. Se sono bassi, nonostante l'effetto stimolante degli zuccheri nel sangue, il deficit di ormone della crescita è confermato. Il test non è esente da rischi, soprattutto in coloro che sono soggetti ad attacchi epilettici o che sono noti per cardiopatia. Inoltre provoca gli spiacevoli sintomi dell'ipoglicemia. Test alternativi (come ad esempio il test dell'ormone di rilascio della somatotropina) sono meno utili, anche se un test di stimolazione con arginina può essere utilizzato per la diagnosi, soprattutto nelle situazioni in cui un test di tolleranza insulinica è ritenuto troppo pericoloso. Se il deficit di GH è sospettato, e tutti gli altri ormoni ipofisari sono normali, due diversi test di stimolazione sono necessari per la conferma diagnostica.
Se i livelli di cortisolo al mattino hanno valori superiori ai 500 nmol/l, la carenza di ACTH è improbabile, mentre un livello inferiore a 100 è indicativo. Livelli tra 100-500 richiedono un test di stimolazione. Anche questo è realizzato tramite il test di tolleranza insulinica. Un test di stimolazione simile che utilizzi l'ormone di rilascio della corticotropina (CRH) non è abbastanza sensibile ai fini dell'indagine. Se il test di tolleranza insulinica produce un risultato anormale, può essere eseguito un ulteriore test che misuri la risposta delle ghiandole surrenali all'ACTH sintetico (il test di stimolazione dell'ACTH) per confermare la diagnosi. Il test di stimolazione con metirapone è una valida alternativa. Alcuni suggeriscono che un test di stimolazione con ACTH sia sufficiente come indagine di prima linea e che un test di tolleranza insulinica sia necessario solo se il test ACTH fornisce risultati equivoci. Il test di tolleranza insulinica è sconsigliato nei bambini. Nessuno dei test per la deficienza di ACTH è perfetto e ulteriori test, dopo un periodo di tempo, possono essere necessari se i primi risultati non sono conclusivi.
Sintomi di diabete insipido dovrebbe indurre ad eseguire un test formale test di privazione idrica per valutare l risposta dell'organismo alla disidratazione. Normalmente ciò dovrebbe provocare una concentrazione delle urine e l'aumento dell'osmolarità del sangue. Se questi parametri sono invariati, la desmopressina (un analogo dell'ADH) viene somministrato. Se l'urina diventa concentrata e l'osmolarità del sangue scende, vi è una perdita di ADH a seguito di una perdita della funzionalità ipofisaria ("diabete insipido cranico"). Al contrario, se i reni non rispondono all'ADH non vi sarà alcun cambiamento e la causa del problema sarà di diversa natura ("diabete nefrogenico insipido").

### Ulteriori indagini
Se uno degli esami descritti in precedenza mostra una carenza di ormoni ipofisari, una risonanza magnetica dell'ipofisi è il primo passo per cercare di determinare la causa sottostante. La risonanza magnetica può mostrare eventuali tumori o delineare altre cause. I tumori più piccoli di 1 cm sono indicati come microadenomi, mentre lesioni più grandi come macroadenomi. La tomografia computerizzata con mezzo di contrasto può essere utilizzata se la risonanza magnetica non è disponibile. Una'esame del campo di vista periferico è consigliabile, in quanto potrebbe rivelare delle prove che mostrino la compromissione del nervo ottico da parte di un tumore.
Altri esami medici che possono aiutare nella diagnosi di ipopituitarismo, soprattutto se tramite risonanza magnetica non si trova un tumore, sono la determinazione dei livelli di ferritina (elevata nei casi di emocromatosi), dell'enzima convertitore dell'angiotensina (ACE), dei livelli degli enzimi dell'angiotensina (spesso elevati nei casi di sarcoidosi) e della gonadotropina corionica umana (spesso elevata nel tumore a cellule germinali). Se si sospetta una causa genetica, test genetici possono essere eseguiti.

## Trattamento
Trattamento di ipopituitarismo è triplice: 
1. rimozione della causa di fondo;
2. trattamento le carenze ormonali;
3. gestione delle eventuali altre ripercussioni che nascono dalle carenze ormonali.

### Rimozione della causa di fondo
I tumori ipofisari richiedono un trattamento quando sono causa di sintomi specifici, come il mal di testa, difetti del campo visivo o una secrezione ormonale eccessiva. La chirurgia transsfenoidale (rimozione di un tumore grazie ad un intervento attraverso il naso e i seni sfenoidali) può, oltre a risolvere i sintomi correlati al tumore, migliorare la funzionalità ipofisaria anche se la ghiandola spesso viene danneggiata ulteriormente a causa dell'intervento chirurgico. Quando il tumore viene rimosso in seguito a craniotomia (apertura del cranio), il recupero è meno probabile, ma talvolta questo è l'unico modo adeguato per trattare il tumore. Dopo l'intervento chirurgico, potrebbe essere necessario del tempo affinché i livelli ormonali cambino significativamente. Vengono, quindi, ripetuti i test dei livelli degli ormoni ipofisari dopo 2 o 3 mesi.
I prolattinomi possono rispondere alla terapia farmacologia di agonisti dopaminergici che imita l'azione della dopamina sulle cellule lactrotrope, solitamente bromocriptina o cabergolina. Questo approccio può migliorare la secrezione dell'ormone pituitario in più della metà dei casi e ovviare alla necessità di un trattamento supplementare.
Altre cause specifiche possono essere trattate. Ad esempio, l'emocromatosi viene trattata tramite salasso, una rimozione regolare di un importo fisso di sangue. Ciò diminuisce i livelli di ferro nel corpo e migliora la funzionalità degli organi in cui il ferro viene accumulato.

### Terapia ormonale sostitutiva

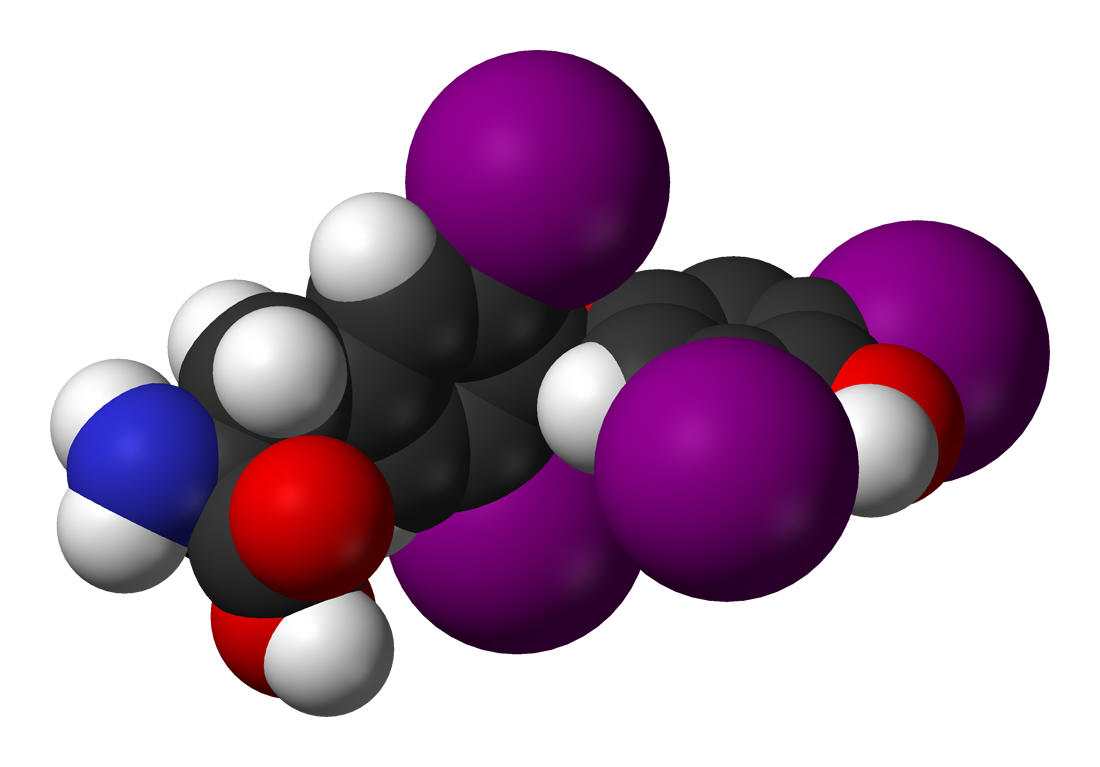
Rappresentazione tridimensionale di una molecola di levotiroxina, utilizzata come sostituto ormonale per l'ipotiroidismo.

Gli ormoni ipofisari possono essere sostituiti indirettamente somministrando i prodotti delle ghiandole effettrici: idrocortisone (cortisolo) per l'insufficienza surrenale, la levotiroxina per l'ipotiroidismo, il testosterone per l'ipogonadismo maschile e l'estradiolo per ipogonadismo femminile (di solito associato ad un progestinico per inibire gli effetti indesiderati sull'utero). L'ormone della crescita è disponibile in forma sintetica, ma deve essere somministrato per via parenterale (per iniezione). L'ormone antidiuretico può essere sostituito con la desmopressina (DDAVP) in compresse o spray nasale. In generale, la dose più bassa del farmaco sostitutivo è utilizzata per ripristinare l'omeostasi e correggere gli squilibri. Dosi eccessive potrebbero causare effetti collaterali o complicanze. Coloro che richiedono l'idrocortisone vengono solitamente consigliati di aumentare la dose durante le situazioni fisicamente stressanti, come gli infortuni, i ricoveri ospedalieri, le cure dentali e quando vi sono momenti in cui la normale dose può essere inadeguata, mettendo a rischio il paziente di crisi surrenalica.
Un follow up da parte di specialisti in endocrinologia è generalmente necessario per le persone con ipopituitarismo noto. Oltre ad assicurare il giusto trattamento e alle dosi giuste, questo offre anche la possibilità di affrontare nuovi sintomi e eventuali complicanze del trattamento.
Situazioni difficili sorgono da carenze dell'asse ipotalamo-ipofisi-gonadi. Le persone (uomini e donne) che soffrono di sterilità o infertilità per via dell'ipopituitarismo, possono essere trattate con iniezioni sottocutanee di FSH, gonadotropina corionica umana, che imita l'azione dell'LH e, occasionalmente, con GnRH.

### Complicanze
Diverse carenze ormonali correlate all'ipopituitarismo possono portare a malattie secondarie. Per esempio, il deficit dell'ormone della crescita è associato a obesità, colesterolo elevato e alla sindrome metabolica. La carenza di estradiolo può portare a osteoporosi. Se una efficace gestione delle carenze ormonali sottostanti può ridurre questi rischi, è tuttavia spesso necessario trattarli direttamente.

## Prognosi
Diversi studi hanno dimostrato che l'ipopituitarismo è associato ad un aumentato rischio di malattie cardiovascolari e alcuni di essi hanno rilevato un aumento del rischio di morte dal 50% al 150% rispetto alla popolazione sana. È stato difficile stabilire quale sia l'ormone di cui la carenza sia responsabile di questo aumento del rischio; quasi tutti i pazienti studiati presentavano deficit dell'ormone della crescita. Gli studi inoltre non sono stati in grado di determinare se l'ipopituitarismo stesso provochi l'aumento della mortalità o se una parte del rischio sia attribuibile ai trattamenti, alcuni dei quali (come la supplementazione degli ormoni sessuali), hanno un effetto negativo riconosciuto sulla probabilità di sviluppare patologie cardiovascolari.
Il più grande studio realizzato, fino al 2013, ha seguito più di mille individui per otto anni e ha evidenziato un aumento del rischio dell'87% di morte rispetto alla popolazione normale. I fattori di rischio più rilevanti sono stati: il sesso femminile, l'assenza di un trattamento per la carenza degli ormoni sessuali, la giovane età al momento della diagnosi e una diagnosi di craniofaringioma. Oltre alle malattie cardiovascolari, questo studio ha anche mostrato un aumento del rischio di morte per malattie polmonari.
La qualità della vita degli individui con ipopituitarismo può essere notevolmente ridotta, anche in coloro che usufruiscono di una terapia medica ottimale. Molti segnalano problemi sia fisici che psicologici. È probabile che le terapie di sostituzione ormonale di uso comune ancora non siano in grado di replicare fedelmente i livelli naturali degli ormoni nell'organismo. Le spese per la salute rimangono di circa il doppio superiori a quelli della popolazione sana.